# Цесвайне
Цесвайне (латис. Cesvaine, нім. Seßwegen) — місто в Мадонському районі Латвії.

## Назва
- Цесвайне (латис. Cesvaine;  вимова)
- Зессвеген (латис. Seßwegen)

## Географія
Розташоване на річці Сула.

## Історія
У 1209 році Зессвеген разом з іншими землями центральної Латвії ввійшов в лівонське єпископство. В 1211 році останнє було розділено, і Зессвеген відійшов до ордену меченосців, але вже в 1213 році місто повернули єпископові. В 1420 році в Зессвегені дерев'яна фортеця була замінена на кам'яну. До кінця XVI століття в місті налічувалося 18 будинків.
Під час лівонської війни московські війська взяли місто й зовсім розорили його. Після війни, в 1582 році, Зессвеґен відійшов до Польщі. В 1656 році московські війська знову повністю зруйнували місто. Нове міське поселення стало формуватися тут лише на початку XIX століття, після купівлі земель навколо Зессвеґена бароном Вульфом.